# Corydalus
Corydalus är ett släkte av insekter. Corydalus ingår i familjen Corydalidae.

## Bildgalleri

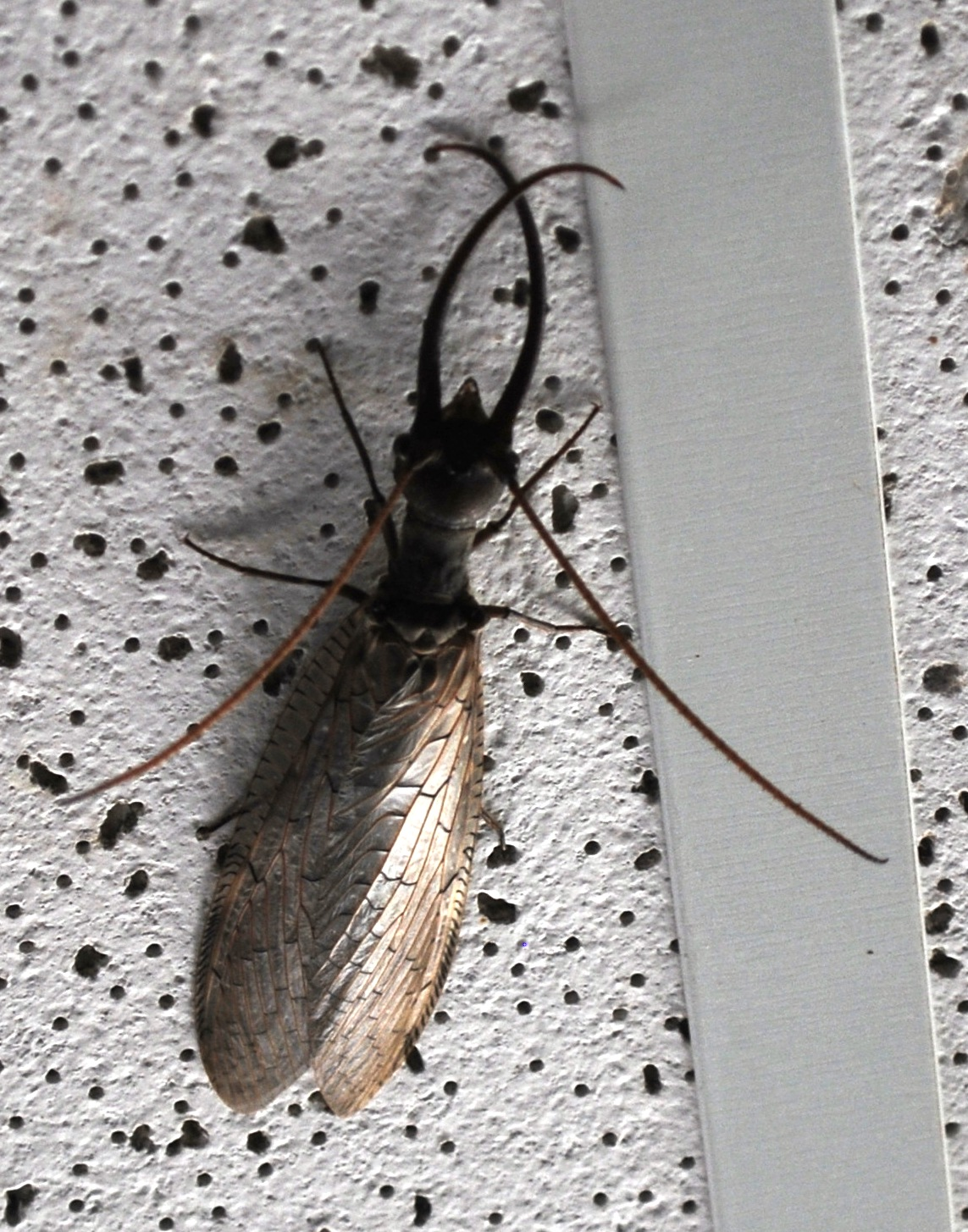
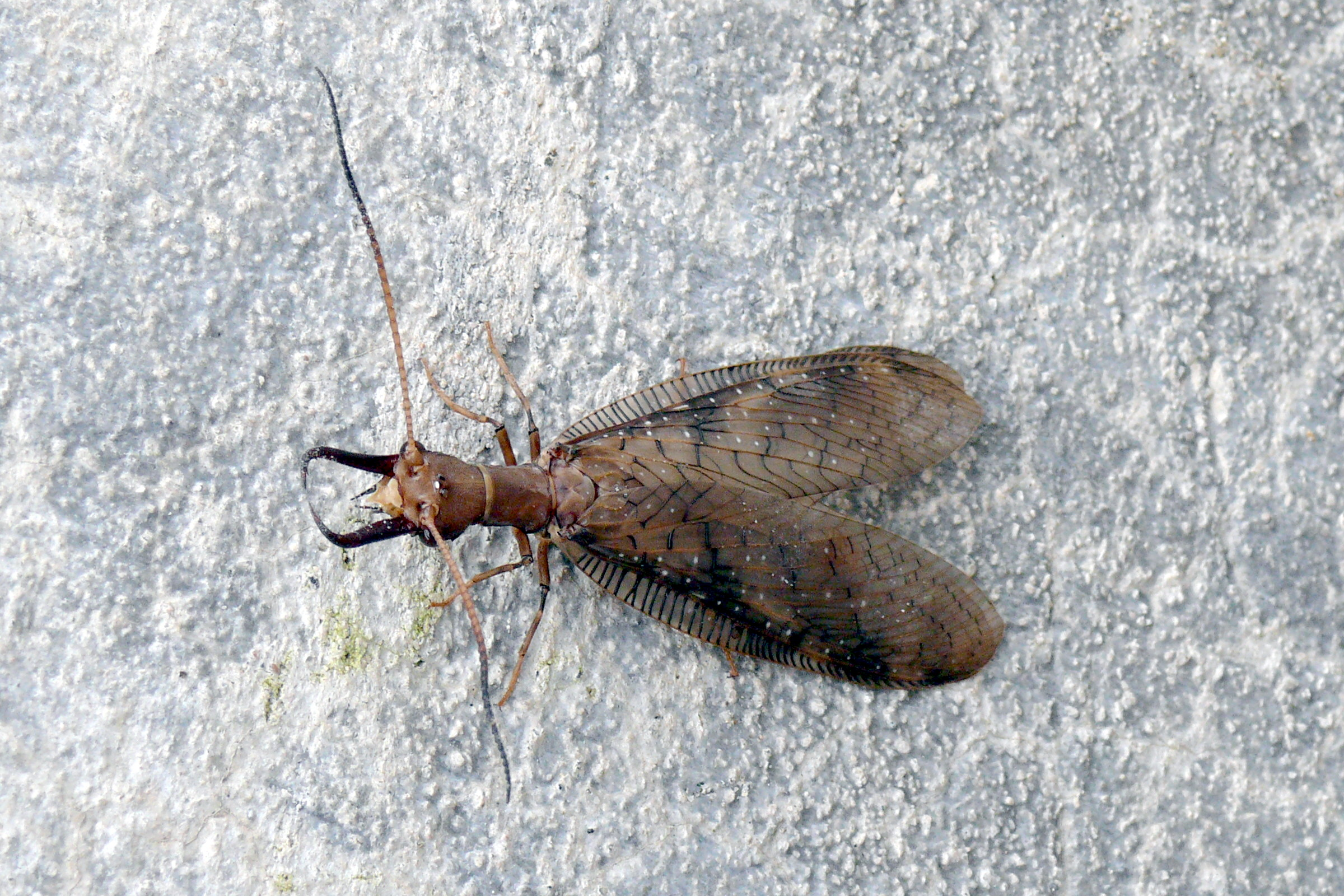

## Dottertaxa tillCorydalus, i alfabetisk ordning[1]
- Corydalus affinis
- Corydalus amazonas
- Corydalus armatus
- Corydalus arpi
- Corydalus australis
- Corydalus batesii
- Corydalus bidenticulatus
- Corydalus cephalotes
- Corydalus clauseni
- Corydalus clavijoi
- Corydalus colombianus
- Corydalus cornutus
- Corydalus crossi
- Corydalus diasi
- Corydalus ecuadorianus
- Corydalus flavicornis
- Corydalus flinti
- Corydalus hayashii
- Corydalus hecate
- Corydalus holzenthali
- Corydalus ignotus
- Corydalus imperiosus
- Corydalus longicornis
- Corydalus luteus
- Corydalus magnus
- Corydalus mayri
- Corydalus neblinensis
- Corydalus nubilus
- Corydalus parvus
- Corydalus peruvianus
- Corydalus primitivus
- Corydalus territans
- Corydalus tesselatus
- Corydalus testaceus
- Corydalus texanus
- Corydalus tridentatus